# تامي كوشران
تامي كوشران (بالإنجليزية: Tammy Cochran)‏ هي مغنية وكاتبة غنائية أمريكية، ولدت في 30 يناير 1972 في Austinburg, Ohio ‏ في الولايات المتحدة.

## وصلات خارجية
- تامي كوشران على موقع ميوزك برينز (الإنجليزية)
- تامي كوشران على موقع ديسكوغز (الإنجليزية)